# Hymns by Johnny Cash
Hymns by Johnny Cash ist das fünfte Studioalbum des US-amerikanischen Country-Sängers Johnny Cash. Es wurde von Don Law produziert und erschien im Mai 1959 als Nachfolger von The Fabulous Johnny Cash. Zwischen den beiden Alben veröffentlichte Sun Records mit Greatest! ein weiteres Album von Cash.
Das Album enthält nur religiöse und spirituelle Songs und ist damit Cashs erstes reines Gospel-Album.
2002 erschien bei Columbia/Legacy eine CD-Ausgabe des Albums, die einen Song mehr enthielt (eine alternative Version ohne Chöre von It Was Jesus).

## Titelliste
1. It Was Jesus (Cash) – 2:08
2. I Saw A Man (Arthur "Guitar Boogie" Smith) – 2:36
3. Are All the Children In (Craig Starrett) – 1:58
4. The Old Account (Traditional) – 2:29
5. Lead Me Gently Home (Will L. Thompson) – 2:04
6. Swing Low, Sweet Chariot (Traditional) – 1:56
7. Snow in His Hair (Marshall Pack) – 2:24
8. Lead Me Father (Cash) – 2:31
9. I Call Him (Cash, Roy Cash) – 1:50
10. These Things Shall Pass (Stuart Hamblen) – 2:20
11. He’ll Be a Friend (Cash) – 2:00
12. God Will (John D. Loudermilk, Marijohn Wilkin) – 2:24
13. It Was Jesus (Bonustrack) (Cash) – 2:04